# California League
California League es una liga de béisbol profesional de la categoría Clase A Avanzada o Clase A Fuerte que pertenece a las Ligas Menores, una organización afiliada a las Grandes Ligas. Opera en el Estado de California desde 1941.
La Liga de California fue fundada con ocho equipos de diferentes localidades de ese estado, las primeras franquicias se establecieron en Anaheim, Bakersfield, Fresno, Merced, Riverside, San Bernardino, Santa Bárbara y Stockton. En sus inicios la liga sufrió serios problemas debido a la Segunda Guerra Mundial por lo que se debió paralizar las campañas. En 1946 se volvió a activar la liga y un año después ingresaron otros equipos de Visalia, San José y San Buenaventura. En 1955 ingresó un equipo de Reno que continúo como miembro por 37 años.
En la actualidad la liga se divide en dos divisiones, Norte y Sur.

## Equipos actuales
| División | Equipo                                | Afiliación en MLB             | Ciudad                       | Estadio                     | Capacidad |
| -------- | ------------------------------------- | ----------------------------- | ---------------------------- | --------------------------- | --------- |
| Norte    | Bakersfield Blaze                     | Texas Rangers                 | Bakersfield, California      | Sam Lynn Ballpark           | 3.500     |
| Norte    | Modesto Nuts                          | Colorado Rockies              | Modesto, California          | John Thurman Field          | 4.000     |
| Norte    | San José Giants                       | San Francisco Giants          | San José, California         | San José Municipal Stadium  | 4,200     |
| Norte    | Stockton Ports                        | Oakland Athletics             | Stockton, California         | Banner Island Ballpark      | 5.300     |
| Norte    | Visalia Rawhide                       | Arizona Diamondbacks          | Visalia, California          | Recreation Park             | 2.468     |
| Sur      | High Desert Mavericks                 | Seattle Mariners              | Adelanto, California         | Stater Bros. Stadium        | 3.808     |
| Sur      | Inland Empire 66ers of San Bernardino | Los Angeles Dodgers           | San Bernardino, California   | Arrowhead Credit Union Park | 5.000     |
| Sur      | Lake Elsinore Storm                   | San Diego Padres              | Lake Elsinore, California    | Lake Elsinore Diamond       | 7.866     |
| Sur      | Lancaster JetHawks                    | Houston Astros                | Lancaster, California        | Clear Channel Stadium       | 6.860     |
| Sur      | Rancho Cucamonga Quakes               | Los Angeles Angels of Anaheim | Rancho Cucamonga, California | The Epicenter               | 6.200     |

## Historial
| - 2017 Modesto Nuts - 2016 High Desert Mavericks - 2015 Rancho Cucamonga Quakes - 2014 Lancaster JatHawks - 2013 Inland Empire 66ers - 2012 Lancaster JetHawks - 2011 Lake Elsinore Storm - 2010 San Jose Giants |  | - 2009 Inland Empire 66ers - 2008 Stockton Ports - 2007 San José Giants - 2006 Inland Empire 66ers - 2005 San José Giants - 2004 Modesto A's - 2003 Inland Empire 66ers - 2002 Stockton Ports - 2001 San José Giants and Lake Elsinore Storm* - 2000 San Bernardino Stampede - 1999 San Bernardino Stampede - 1998 San José Giants - 1997 High Desert Mavericks - 1996 Lake Elsinore Storm - 1995 San Bernardino Spirit - 1994 Rancho Cucamonga Quakes - 1993 High Desert Mavericks - 1992 Stockton Ports - 1991 High Desert Mavericks - 1990 Stockton Ports - 1989 Bakersfield Dodgers - 1988 Riverside Red Wave - 1987 Fresno Giants - 1986 Stockton Ports - 1985 Fresno Giants |  | - 1984 Modesto A's - 1983 Redwood Pioneers - 1982 Modesto A's - 1981 Lodi Dodgers - 1980 Stockton Ports - 1979 San José Missions - 1978 Visalia Oaks - 1977 Lodi Dodgers - 1976 Reno Silver Sox - 1975 Reno Silver Sox - 1974 Fresno Giants - 1973 Lodi Lions - 1972 Modesto A's - 1971 Visalia Mets - 1970 Bakersfield Dodgers - 1969 Stockton Ports - 1968 Fresno Giants - 1967 San José Bees - 1966 Modesto Reds - 1965 Stockton Ports - 1964 Fresno Giants - 1963 Stockton Ports - 1962 San José Bees - 1961 Reno Silver Sox - 1960 Reno Silver Sox |